# میکا هیلاندر
میکا هیلاندر (فنلاندی: Mika Hilander؛ زادهٔ ۱۷ اوت ۱۹۸۳) بازیکن فوتبال اهل فنلاند است.
از باشگاه‌هایی که در آن بازی کرده‌است می‌توان به باشگاه فوتبال کوپیون پالوسئورا، باشگاه فوتبال ایلوس، و باشگاه فوتبال تامپره یونایتد اشاره کرد.
وی همچنین در تیم ملی فوتبال فنلاند بازی کرده‌است.